# Sony Pictures Animation
Sony Pictures Animation — американская анимационная студия, принадлежащая Sony Pictures Entertainment через их подразделение Motion Picture Group и основанная 9 мая 2002 года. Мультфильмы и фильмы студии распространяются по всему миру компанией Sony Pictures Releasing под своим лейблом Columbia Pictures, в то время как все прямые видео-релизы выпускаются компанией Sony Pictures Home Entertainment.
Первый фильм производства Sony Pictures Animation, «Сезон охоты», был выпущен 29 сентября 2006 года. Последним релизом студии на данный момент стал мультфильм «Кей-поп-охотницы на демонов», который вышел 20 июня 2025 года. Среди готовящихся к выходу проект — «Человек-паук: За пределами вселенных», дата выхода которого намечена на июнь 2027 года.

## История
В 2001 году компания Sony Pictures Entertainment рассматривала возможность продажи своего объекта визуальных эффектов Sony Pictures Imageworks. После неудачного поиска подходящего покупателя, будучи впечатленным CGI-последовательностями фильма «Стюарт Литтл 2» и видя кассовые успехи DreamWorks Animation «Шрек» и Disney/Pixar «Корпорация монстров», Sony Pictures Imageworks был реконфигурирован, чтобы стать анимационной студией. Фильм «Астробой», который разрабатывался Sony с 1997 года как фильм с живым действием, должен был стать первым полнометражным фильмом SPI, но так и не был реализован. 9 мая 2002 года компания Sony Pictures Animation была создана для разработки персонажей, историй и фильмов, а SPI взяла на себя цифровое производство, сохранив при этом производство визуальных эффектов. Тем временем SPI выпустила два короткометражных фильма, получивших премию «Оскар» «Чаббчаббы!» и «Раннее развитие», в результате тестирования его сильных и слабых сторон в производстве all-CGI анимации.
В свою первую годовщину 9 мая 2003 года Sony Pictures Animation объявила о полном списке анимационных проектов в разработке: «Сезон охоты», адаптация Кельтской народной баллады «Тэм Лин», «Лови волну!», «Облачно, возможны осадки в виде фрикаделек» и полнометражная киноверсия «Чаббчаббы!».
Первый полнометражный мультфильм «Сезон охоты», выпущенный 29 сентября 2006 года, который стал первым по кассовым сборам мультфильм от Sony в 2007 году и породил три прямых видео-сиквела. Его второй полнометражный фильм, «Лови волну!», был выпущен 7 июня 2007 года, был номинирован на премию «Оскар» за Лучший анимационный фильм и получил две премии «Энни». Снятый в движении анимационный фильм под названием «Неандертальцы», написанный и спродюсированный Джоном Фавро, был отменен где-то в 2008 году, после четырёх лет разработки. Первый 3D-фильм SPA с момента выхода IMAX 3D, «Облачно, возможны осадки в виде фрикаделек», был выпущен в 18 сентября 2009 года и был номинирован на четыре премии Annie Awards, как Лучший анимационный фильм. «Смурфики» (2011) был первым студийным гибридом CGI/live-action. Материнская компания SPA Sony Pictures в 2007 году заключила партнерство с британской анимационной студией Aardman Animations для финансирования, совместного производства и распространения художественных фильмов. Вместе они сняли два фильма: «Секретная служба Санта-Клауса» (2011) и «Пираты! Банда неудачников» (2012), который стал первым стоп-фильмом SPA. В сентябре 2012 года компания SPA выпустила фильм «Монстры на каникулах», который собрал в мировом прокате более 350 миллионов долларов и запустил успешную франшизу с двумя продолжениями и телесериалом. В 2013 году выходят два сиквела: «Смурфики 2» и «Облачно, возможны осадки: Месть ГМО». Последние релизы SPA — это «Человек-паук: Через вселенные», анимационный супергеройский фильм, основанный на комиксах «Человек-паук» и включающий воплощение персонажа Майлза Моралеса, а также «Angry Birds 2 в кино», продолжение мультфильма 2016 года «Angry Birds в кино» производства Rovio Animation. С тех пор компания SPA подписала с Генндием Тартаковским долгосрочный контракт на разработку и режиссуру оригинальных фильмов.
В 2021 году на Netflix вышел мультфильм «Митчеллы против машин», написанный и снятый режиссёрами Майклом Риандой и Джеффом Роу и продюсерами Филом Лордом и Кристофером Миллером. В августе того же года Netflix выпустил музыкальный фильм Лин-Мануэля Миранды «Виво», который знаменует собой первый музыкальный фильм Sony Pictures Animation. В 2022 году на Prime Video вышел фильм «Монстры на каникулах 4: Трансформания» (2022). В 2023 году вышел мультфильм «Человек-паук: Паутина вселенных».
В июне 2019 года Sony Pictures Animation объявила, что они запустили «международное» подразделение во главе с Ароном Уорнером на Международном фестивале анимационного кино в Анси в 2019 году, и первым мультфильмом этого подразделения станет проект под названием «Волшебный дракон».
По словам Кристины Белсон, президента SPA, студия производит фильмы по соотношению разработки и производства 1:1, Что означает, что студия ставит фильмы в разработку столько же, сколько и в производство, в отличие от других анимационных студий.

## Процесс
Подобно Warner Animation Group и Paramount Animation, студия передает свои фильмы на аутсорсинг другим анимационным компаниям и студиям визуальных эффектов, причем большинство их мультфильмов анимируются Sony Pictures Imageworks (ее дочерней компанией). Некоторые фильмы, такие как «Секретная служба Санта-Клауса», «Пираты! Банда неудачников» и «Angry Birds 2 в кино» были приобретены Sony Pictures Animation для выпуска, в то время как другие фильмы «Ужастики» и «Кролик Питер», были приобретены без участия студии.

## Фильмография

### Полнометражные фильмы
| №  | Название                                   | Оригинальное название                         | Дата выхода (в России) | Бюджет      | Сборы      |
| -- | ------------------------------------------ | --------------------------------------------- | ---------------------- | ----------- | ---------- |
| 1  | Сезон охоты                                | Open Season                                   | 29 сентября 2006       | $85 млн     | $200 млн   |
| 2  | Лови волну!                                | Surf’s Up                                     | 7 июня 2007            | $85 млн     | $149 млн   |
| 3  | Сезон охоты 2                              | Open Season 2                                 | 24 сентября 2008       | н/д         | $8,7 млн   |
| 4  | Облачно, возможны осадки в виде фрикаделек | Cloudy with a Chance of Meatballs             | 22 октября 2009        | $100 млн    | $243 млн   |
| 5  | Сезон охоты 3                              | Open Season 3                                 | 21 октября 2010        | н/д         | $7,5 млн   |
| 6  | Смурфики                                   | The Smurfs                                    | 29 июля 2011           | $110 млн    | $563 млн   |
| 7  | Секретная служба Санта-Клауса              | Arthur Christmas                              | 11 ноября 2011         | $100 млн    | $147 млн   |
| 8  | Пираты! Банда неудачников                  | The Pirates! In an Adventure with Scientists! | 28 марта 2012          | $55 млн     | $123 млн   |
| 9  | Монстры на каникулах                       | Hotel Transylvania                            | 28 сентября 2012       | $85 млн     | $358 млн   |
| 10 | Смурфики 2                                 | The Smurfs 2                                  | 31 июля 2013           | $105 млн    | $347 млн   |
| 11 | Облачно, возможны осадки: Месть ГМО        | Cloudy with a Chance of Meatballs 2           | 24 октября 2013        | $78 млн     | $274 млн   |
| 12 | Монстры на каникулах 2                     | Hotel Transylvania 2                          | 25 сентября 2015       | $80 млн     | $474 млн   |
| 13 | Ужастики                                   | Goosebumps                                    | 16 октября 2015        | $58 млн     | $158 млн   |
| 14 | Сезон охоты: Байки из леса                 | Open Season: Scared Silly                     | 8 марта 2016           | н/д         | $1 млн     |
| 15 | Лови волну 2                               | Surf’s Up 2: WaveMania                        | 17 января 2017         | н/д         | $1.2 млн   |
| 16 | Смурфики: Затерянная деревня               | Smurfs: The Lost Village                      | 30 марта 2017          | $60 млн     | $197 млн   |
| 17 | Эмоджи фильм                               | The Emoji Movie                               | 23 июля 2017           | $50 млн     | $217 млн   |
| 18 | Путеводная звезда                          | The Star                                      | 17 ноября 2017         | $20 млн     | $62.8 млн  |
| 19 | Кролик Питер                               | Peter Rabbit                                  | 9 февраля 2018         | $50 млн     | $351 млн   |
| 20 | Монстры на каникулах 3: Море зовёт         | Hotel Transylvania 3: Summer Vacation         | 12 июля 2018           | $80 млн     | $528 млн   |
| 21 | Ужастики 2: Беспокойный Хеллоуин           | Goosebumps 2: Haunted Halloween               | 12 ноября 2018         | $35 млн     | $93.3 млн  |
| 22 | Человек-паук: Через вселенные              | Spider-Man: Into the Spider-Verse             | 13 декабря 2018        | $90 млн     | $375 млн   |
| 23 | Angry Birds 2 в кино                       | The Angry Birds Movie 2                       | 13 августа 2019        | $65 млн     | $154 млн   |
| 24 | Митчеллы против машин                      | The Mitchells vs. the Machines                | 30 апреля 2021         | $50-100 млн | н/д        |
| 25 | Волшебный дракон                           | Wish Dragon                                   | 11 июня 2021           | $25 млн     | $25.86 млн |
| 26 | Виво                                       | Vivo                                          | 30 июля 2021           | $25 млн     | $1.3 млн   |
| 27 | Монстры на каникулах 4: Трансформания      | Hotel Transylvania: Transformania             | 14 января 2022         | $75 млн     | $18.5 млн  |
| 28 | Человек-паук: Паутина вселенных            | Spider-Man: Across the Spider-Verse           | 30 мая 2023            | $100 млн    | $690.8 млн |
| 29 | Кейпоп-охотницы на демонов                 | K-Pop Demon Hunters                           | 20 июня 2025           |             |            |
| 30 | Fixed                                      | Fixed                                         | 13 августа 2025        |             |            |

Предстоящие мультфильм
| №  | Название                             | Оригинальное название               | Дата выхода     | Бюджет |
| -- | ------------------------------------ | ----------------------------------- | --------------- | ------ |
| 31 | GOAT: Мечтай по-крупному             | Goat                                | 13 февраля 2026 |        |
| 32 | Человек-паук: За пределами вселенных | Spider-Man: Beyond the Spider-Verse | 4 июня 2027     |        |

В разработке
| № | Название                                        | Оригинальное название | Дата выхода | Бюджет |
| - | ----------------------------------------------- | --------------------- | ----------- | ------ |
| 1 | н/д                                             | Black Knight          | н/д         | н/д    |
| 2 | н/д                                             | Bubble                | н/д         | н/д    |
| 3 | н/д                                             | Hungry Ghosts         | н/д         | н/д    |
| 5 | н/д                                             | Tao                   | н/д         | н/д    |
| 6 | н/д                                             | Tut                   | н/д         | н/д    |
| 8 | Женщины-пауки                                   | Spider-Women          | н/д         | н/д    |
| 7 | Безымянный спин-офф «Охотников за привидениями» |                       | н/д         | н/д    |
| 9 | Безымянный проект Мэтта Брэли                   |                       | н/д         | н/д    |

## Сопутствующие производства
Все перечисленные фильмы распространяются компанией Columbia Pictures.
Полнометражные фильмы
| № | Название                   | Оригинальное название        | Дата выхода (в России) | Бюджет  | Сборы      |
| - | -------------------------- | ---------------------------- | ---------------------- | ------- | ---------- |
| 1 | Дом-монстр                 | Monster House                | 21 июля 2006           | $75 млн | $141 млн   |
| 2 | Пиксели                    | Pixels                       | 16 июля 2015           | $88 млн | $244 млн   |
| 3 | Angry Birds в кино         | The Angry Birds Movie        | 20 мая 2016            | $73 млн | $352 млн   |
| 4 | Полный расколбас           | Sausage Party                | 8 сентября 2016        | $19 млн | $140 млн   |
| 5 | Кролик Питер 2             | Peter Rabbit 2: The Runaway  | 11 декабря 2020        | $45 млн | $153 млн   |
| 6 | Мой домашний крокодил      | Lyle, Lyle, Crocodile        | 7 октября 2022         | $50 млн | $110 млн   |
| 7 | Гарфилд в кино             | The Garfield Movie           | 24 мая 2024            | $60 млн | $240,3 млн |
| 8 | Гарольд и фиолетовый мелок | Harold and the Purple Crayon | 2 августа 2024         | н/д     | н/д        |

## Короткометражные фильмы
1. Чаббчаббы! (2002)
2. Раннее развитие (2003)
3. Буг и Элиот: Полуночный булочный пробег (2007)
4. Чаббчаббы спасают Рождество (2007)
5. Смурфики: Рождественский гимн (2011)
6. Кто хочет стать пиратом? (2012) (Совместно с Aardman Animations)
7. Спокойной ночи Мистер Фут (2012)
8. Смурфики: Легенда о Смурфной лощине (2013)
9. Супер Мэнни (2013)
10. Эрл Скауты (2013)
11. Первое купание Стива (2014)
12. Нападение гигантского Мишки Гамми (2014)
13. Пёсик! (2017)
14. Флопси тормашками (2018) (Совместно с 2.0 Entertainment, Animal Logic Entertainment, Olive Bridge Entertainment, Screen Australia)
15. Свин-паук: Пойманный в ветчину (Совместно с Marvel Entertainment)
16. Любовь к волосам (2019)
17. Прямой эфир (2019) (Совместно с Rovio Entertainment)
18. Монстрические питомцы (2021)
19. Пёс-коп 7: Последняя глава (2021)

## Мультсериалы
1. Облачно, возможны осадки в виде фрикаделек (2017—2018) (Совместно с Corus Entertainment, DHX Studios)
2. Отель Трансильвания (2017—2020) (Совместно с Corus Entertainment, Nelvana)
3. Вперёд! Мультяшки (2017—2018) (Совместно с Frederator Studios)
4. Юная Любовь (2023) (Совместно с Blue Key Entertainment, Lion Force Animation)
5. Агент Кинг (TBA) (Совместно с Authentic Brands Group, Sony Pictures Television)
6. Голодные Призраки (TBA) (Совместно с Dark Horse Entertainment)
7. Супербаго! (TBA) (Совместно с Stoopid Buddy Stoodios)